# Calamaria curta
Calamaria curta este o specie de șerpi din genul Calamaria, familia Colubridae, descrisă de Boulenger 1896. Conform Catalogue of Life specia Calamaria curta nu are subspecii cunoscute.